# Augustine William Wardell
Augustine William Wardell MC, avstralski general, * 9. januar 1895, † 1. marec 1965.